# Eriksholm: The Stolen Dream
Eriksholm: The Stolen Dream ist ein Taktik-Schleichspiel in isometrischer Perspektive, das am 15. Juli 2025 erschien. Entwickelt wurde das Computerspiel vom schwedischen Studio River End Games. Als Publisher fungiert Nordcurrent Labs. Das Spiel erschien für Windows (Steam), PlayStation 5 und Xbox Series X/S.

## Handlung und Spielprinzip
Im Mittelpunkt steht die junge Hanna, die in der fiktiven, an skandinavische Städte der frühen 1900er-Jahre angelehnten Metropole Eriksholm nach ihrem verschwundenen Bruder Herman sucht. Dabei wird sie von der Polizei verfolgt. Ihre Nachforschungen lösen eine Kette folgenreicher Ereignisse aus, die das Schicksal der Stadt beeinflussen.
Eriksholm ist ein isometrisches Stealth-Taktikspiel mit starkem Fokus auf Erzählung. Die Spieler müssen an Wachen vorbeischleichen und Umgebungsrätsel lösen. Zur Fortbewegung sowie für Ablenkungen können die vertikal verschachtelten Level genutzt werden. Im Verlauf werden drei unterschiedliche Figuren spielbar, deren Fähigkeiten kombiniert werden müssen, um bestimmte Situationen zu meistern. Die Präsentation integriert animierte Zwischensequenzen in das Levelgeschehen.

## Entwicklung
Entwickelt wurde das Spiel von River End Games, einem kleinen Team aus 16 bis 19 Personen, das Eriksholm zunächst im Rahmen der Future Games Show 2025 ausführlicher vorstellte. Als Publisher fungiert Nordcurrent Labs. Technisch kommt die Unreal Engine 5 zum Einsatz. Eriksholm: The Stolen Dream erschien am 15. Juli 2025 für PC, PS5 und Xbox Series X/S.

## Rezeption
Zum Release erhielt das Spiel überwiegend positive Kritiken. Auf Metacritic erzielte Eriksholm einen Metascore von 78 (PC, 38 Kritiken), 84 (PS5, 17 Kritiken) und 81 (Xbox Series X/S, 6 Kritiken). Die deutsche Fachpresse lobte vor allem Atmosphäre, Erzählung und faire Stealth-Puzzles: GameStar bezeichnete Eriksholm als „packendes Story-Spiel“ und eines der besten Spiele des Jahres. GamePro vergab 84 von 100 Punkten und hob die spannende Geschichte, die detailreichen Levels und das „stets faire“ Stealth-Gameplay hervor. Internationale Medien wie Game Informer berichteten ebenfalls positiv.

„Stark präsentiertes Story-Spiel, dessen streng lineare Schleich-Puzzles nur ganz selten für Frust sorgen.“